# Стець Наталія Григорівна
Наталія Григорівна Стець (нар. 20 вересня 1972, с. Шманьківчики, Україна) — український педагог, композитор, співачка.

## Життєпис
Наталія Стець народилася 20 вересня 1972 року в селі Шманьківчики Чортківського району Тернопільської області України.
Закінчила Шманьківчицьку та Колиндянську загальноосвітні школи, Чортківську музичну школу (1987, клас акардеону), Тернопільське музичне училище (1991, клас диригування), Прикарпатський педагогічний університет (1996). Працює викладачкою вокального класу та диригування Чортківського гуманітарно-педагогічного коледжу імені Олександра Барвінського (від 1994).
У 2014 році брала участь у львівському музичному відборі талантів «Х-фактор».
У червні 2017 року відбувся сольний благодійний концерт «Щастя Вам бажаю!» у Чорткові

## Творчість
Репертуар піснярки складають не лише її авторські пісні, але й доробки поетів Р. Обшарської, Р. Пахолка, П. Діденка, В. Підгурського, І. Левка.
Авторські збірки пісень:
- «Мого серця чистий камертон» (Тернопіль, в-во «Лілея», 2005),
- «На снігу білім червоні плями…» (2015).

## Родина
Одружена, виховує сина Віктора Сов'яка — український співак.

## Відзнаки
- лавреатка 6-го Міжнародного студентського фестивалю «Лесина пісня» (1996, Луцьк).
- лавреатка Усеукраїнського фестивалю «Перлини сезону» (1997, Київ).
- дипломантка ІІІ Міжнародного конкурсу молодих виконавців української естрадної пісні імені Володимира Івасюка (1998).
- лавреатка ІІ премії Міжнародного конкурсу української естрадної пісні «На хвилях Світязя» (1998).
- лавреатка ІІ премії Всеукраїнського фестивалю естрадної пісні «Шанс-2000» (2000, Миколаїв).
- володарка «Гран-прі» Х Всеукраїнського фестивалю мистецтв «Пісенні Медобори-2013».
- переможниця ХІ Всеукраїнського фестивалю-конкурсу народної творчості аматорських колективів та виконавців «Слобожанський Спас» (2017)[5].

## Нагороди
- Почесна грамота Міністерства освіти України за особистий внесок у примноженні національно-мистецьких надбань краю, високу професійну майстерність та культурно-освітянську роботу серед студентів нагороджена (2002).
- Почесна грамота Міністерства культури і туризму України (2007),
- Грамота управління освіти і науки Тернопільської обласної державної адміністрації (2011).
- Грамота управління культури Тернопільської обласної державної адміністрації (2012).